# Luxemburgo en los Juegos Olímpicos de Helsinki 1952
Luxemburgo estuvo representado en los Juegos Olímpicos de Helsinki 1952 por un total de 44 deportistas que compitieron en 9 deportes.  

## Medallistas
El equipo olímpico luxemburgués obtuvo las siguientes medallas:
| Nombre         | Deporte   | Competición |
| -------------- | --------- | ----------- |
| Oro            |           |             |
| Joseph Barthel | Atletismo | 1500 m M    |
| Plata          |           |             |
| —              |           |             |
| Bronce         |           |             |
| —              |           |             |